# コロナドズクエスト
コロナドズクエスト (Coronado's Quest) とはアメリカ合衆国で生産、調教された競走馬である。引退後は種牡馬として日本へ輸出された。

## 競走馬時代
1997年7月の未勝利戦でデビューし優勝。続く一般競走にも勝利し臨んだホープフルステークスでは、2歳馬でありながらこの年のエクリプス賞年度代表馬に輝くフェイヴァリットトリックの4着に敗れる。その後重賞を3連勝し、6戦5勝で2歳シーズンを終えた。
1998年も1月から休みなく使われ、4月から8月にかけてハスケルインビテーショナルハンデキャップ、トラヴァーズステークスと2つのG1を含む重賞5連勝を挙げている。両G1ともベルモントステークス優勝馬ヴィクトリーギャロップを下しての優勝であり、父フォーティナイナーとの父仔2代制覇である。
その後は3走したが勝てず、同年限りで引退した。

### 競走成績
| 出走日     | 競馬場             | 競走名                  | 格 | 距離  | 着順 | 騎手         | 着差     | 1着（2着）馬       |
| ---------- | ------------------ | ----------------------- | -- | ----- | ---- | ------------ | -------- | ------------------ |
| 1997.07.27 | サラトガ           | 未勝利                  |    | D5.5f | 1着  | M.スミス     | 7馬身3/4 | （If Not You Who） |
| 1997.08.15 | サラトガ           | 一般競走                |    | D6.5f | 1着  | M.スミス     | 1馬身1/2 | （Grand Slam）     |
| 1997.08.03 | サラトガ           | ホープフルS             | G1 | D7f   | 4着  | M.スミス     | 14馬身   | Favorite Trick     |
| 1997.10.26 | アケダクト         | カウディンS             | G2 | D6.5f | 1着  | M.スミス     | 5馬身1/2 | （Not Tricky）     |
| 1997.11.11 | アケダクト         | ナシュアS               | G3 | D8f   | 1着  | M.スミス     | 2馬身3/4 | （Not Tricky）     |
| 1997.11.03 | アケダクト         | レムゼンS               | G2 | D9f   | 1着  | M.スミス     | 5馬身    | （Halory Hunter）  |
| 1998.01.31 | ガルフストリーム   | ハッチスンS             | G2 | D8.5f | 2着  | M.スミス     | クビ     | Time Limit         |
| 1998.02.21 | ガルフストリーム   | ファウンテンオブユースS | G2 | D8.5f | 2着  | M.スミス     | クビ     | Lil's Lad          |
| 1998.03.14 | ガルフストリーム   | フロリダダービー        | G1 | D9f   | 5着  | R.デーヴィス | 7馬身1/2 | Cape Town          |
| 1998.04.11 | アケダクト         | ウッドメモリアルS       | G2 | D9f   | 1着  | R.デーヴィス | 2馬身1/2 | （Dice Dancer）    |
| 1998.06.06 | ベルモントパーク   | リヴァリッジS           | G2 | D7f   | 1着  | M.スミス     | 3馬身1/2 | （Mellow Roll）    |
| 1998.07.12 | ベルモントパーク   | ドワイヤーS             | G2 | D8.5f | 1着  | M.スミス     | 5馬身    | （Ians Thunder）   |
| 1998.08.09 | モンマスパーク     | ハスケル招待H           | G1 | D9f   | 1着  | M.スミス     | 1馬身1/4 | （Victory Gallop） |
| 1998.08.29 | サラトガ           | トラヴァーズS           | G1 | D10f  | 1着  | M.スミス     | ハナ     | （Victory Gallop） |
| 1998.09.19 | ベルモントパーク   | ウッドワードS           | G1 | D9f   | 5着  | P.デイ       | 17馬身   | Skip Away          |
| 1998.11.07 | チャーチルダウンズ | BCクラシック            | G1 | D10f  | 5着  | K.デザーモ   | 2馬身    | Awesome Again      |
| 1998.11.28 | アケダクト         | シガーマイルH           | G1 | D8f   | 4着  | K.デザーモ   | 2馬身1/4 | Sir Bear           |

## 種牡馬時代
アメリカのクレイボーンファームで種牡馬入りし、G1競走を3勝したSociety Selectionなどを輩出。2003年に日本軽種馬協会に購買され、翌年から日本軽種馬協会の静内種馬場で供用された。100頭以上の牝馬を集める人気種牡馬だったが、2006年3月8日に種付け終了後に急死。日本ではわずか2年あまりの供用となってしまった。

### おもな産駒
- 2000年産
  - Al Jadeed（ロイヤルロッジステークス〈英G2〉）
  - Allspice（シックスティーセールズハンデキャップ〈米G3〉）
- 2001年産
  - Society Selection（テストステークス〈米G1〉、アラバマステークス〈米G1〉、フリゼットステークス〈米G1〉）
  - Miss Coronado（デヴォナデールステークス〈米G2〉）
- 2005年産
  - セレスハント（サマーチャンピオン、東京スプリント、北海道スプリントカップ）
  - カシノヨウスケ（霧島賞）
  - トウショウクエスト（白銀争覇）
- 2006年産
  - ワンダフルクエスト（イノセントカップ、ブリーダーズゴールドジュニアカップ）

### 母父としてのおもな産駒
- 2005年産
  - Kodiak Kowboy（カーターハンデキャップ、ヴォスバーグステークス、シガーマイルハンデキャップ）- 父ポッセ
- 2006年産
  - Mani Bhavan（スピナウェイステークス）- 父ストームバード
- 2014年産
  - ファッショニスタ（JBCレディスクラシック、スパーキングレディーカップ）- 父ストリートセンス
  - モズアトラクション（エルムステークス）- 父ジャングルポケット
  - アメリカズカップ（きさらぎ賞）- 父マンハッタンカフェ
  - ローズジュレップ（兵庫ジュニアグランプリ、クラウンカップ）- 父ロージズインメイ
  - オメガインベガス（報知グランプリカップ）- 父スペシャルウィーク
- 2017年産
  - メイショウカズサ（浦和記念、白山大賞典、プロキオンステークス）- 父カジノドライヴ
- 2020年産
  - コレペティトール（京都金杯）- 父ジャスタウェイ
- 2022年産
  - ビバロジータ（石川優駿）- 父ヘニーヒューズ

## 血統表
| コロナドズクエストの血統                     | コロナドズクエストの血統                         | コロナドズクエストの血統                         | （血統表の出典）                                 | （血統表の出典） |
| 父系                                         | ミスタープロスペクター系                         | ミスタープロスペクター系                         | ミスタープロスペクター系                         | [ § 2 ]          |
| 父 *フォーティナイナー Forty Niner 1985 栗毛 | 父の父Mr.Prospector 1970 鹿毛                    | Raise a Native                                   | Native Dancer                                    | Native Dancer    |
| 父 *フォーティナイナー Forty Niner 1985 栗毛 | 父の父Mr.Prospector 1970 鹿毛                    | Raise a Native                                   | Raise You                                        |                  |
| 父 *フォーティナイナー Forty Niner 1985 栗毛 | 父の父Mr.Prospector 1970 鹿毛                    | Gold Digger                                      | Nashua                                           | Nashua           |
| 父 *フォーティナイナー Forty Niner 1985 栗毛 | 父の父Mr.Prospector 1970 鹿毛                    | Gold Digger                                      | Sequence                                         |                  |
| 父 *フォーティナイナー Forty Niner 1985 栗毛 | 父の母File 1976 栗毛                             | Tom Rolfe                                        | Ribot                                            | Ribot            |
| 父 *フォーティナイナー Forty Niner 1985 栗毛 | 父の母File 1976 栗毛                             | Tom Rolfe                                        | Pocahontas II                                    |                  |
| 父 *フォーティナイナー Forty Niner 1985 栗毛 | 父の母File 1976 栗毛                             | Continue                                         | Double Jay                                       | Double Jay       |
| 父 *フォーティナイナー Forty Niner 1985 栗毛 | 父の母File 1976 栗毛                             | Continue                                         | Courtesy                                         |                  |
| 母 Laughing Look 1986 鹿毛                   | 母の父Damascus 1964 鹿毛                         | Sword Dancer                                     | Sunglow                                          | Sunglow          |
| 母 Laughing Look 1986 鹿毛                   | 母の父Damascus 1964 鹿毛                         | Sword Dancer                                     | Highland Fling                                   |                  |
| 母 Laughing Look 1986 鹿毛                   | 母の父Damascus 1964 鹿毛                         | Kerala                                           | My Babu                                          | My Babu          |
| 母 Laughing Look 1986 鹿毛                   | 母の父Damascus 1964 鹿毛                         | Kerala                                           | Blade of Time                                    |                  |
| 母 Laughing Look 1986 鹿毛                   | 母の母Laughter 1970 芦毛                         | Bold Ruler                                       | Nasrullah                                        | Nasrullah        |
| 母 Laughing Look 1986 鹿毛                   | 母の母Laughter 1970 芦毛                         | Bold Ruler                                       | Miss Disco                                       |                  |
| 母 Laughing Look 1986 鹿毛                   | 母の母Laughter 1970 芦毛                         | Shenanigans                                      | Native Dancer                                    | Native Dancer    |
| 母 Laughing Look 1986 鹿毛                   | 母の母Laughter 1970 芦毛                         | Shenanigans                                      | Bold Irish F-No.8-c                              |                  |
| 母系(F-No.)                                  | 8号族(FN:8-c)                                    | 8号族(FN:8-c)                                    | 8号族(FN:8-c)                                    | [ § 3 ]          |
| 5代内の近親交配                              | Nasrullah 5×4×4=12.50%、Native Dancer 4×4=12.50% | Nasrullah 5×4×4=12.50%、Native Dancer 4×4=12.50% | Nasrullah 5×4×4=12.50%、Native Dancer 4×4=12.50% | [ § 4 ]          |
| 出典                                         | 1. 2. 3. 4.                                      | 1. 2. 3. 4.                                      | 1. 2. 3. 4.                                      | 1. 2. 3. 4.      |

### 血統背景
父フォーティナイナーについては同馬の項を参照。近親にはニューヨーク牝馬三冠馬ラフィアンやウッドメモリアルステークス優勝馬プライベートタームズがいる。